# Alice Seillier-Antoine
Pour les articles homonymes, voir Seillier.
Alice Seillier-Antoine, née le 5 septembre 1932 à Boulogne-sur-Mer, est une joueuse française de basket-ball.

## Biographie
Alice Seillier-Antoine évolue à l'Amicale Bucaille de Boulogne-sur-Mer dès 1951 avant de rejoindre les Linnet's Saint-Maur en 1958. Elle devient internationale en 1953. Elle épouse l'international français Roger Antoine en août 1958 avec lequel elle a deux filles. Elle devient ensuite professeur d'éducation physique au lycée Claude-Monet de Paris.

## Palmarès

### Club
- Championne de France Excellence en 1957 avec l'Amicale Bucaille[4].

### Sélection nationale
Championnat du monde
- Médaille de bronze du Championnat du monde 1953 au Chili

Championnat d'Europe
- 6e du Championnat d'Europe 1958 en Pologne
- 7e du Championnat d'Europe 1956 en Tchécoslovaquie

Autres
- Début en Équipe de France le 7 mars 1953 à Santiago contre l'Équipe du Chili
- Dernière sélection le 18 mai 1958 à Lodz contre l'Équipe de Yougoslavie[5].